# アウクスブルクのアーブラハム
アウクスブルクのアーブラハム（英語: Abraham of Augsburg、? - 1265年11月21日）は、神聖ローマ帝国期ドイツのキリスト教からユダヤ教への改宗者で、殉教した。
改宗した後は、公然とキリスト教を非難、聖人像を攻撃し、1265年にキリスト教徒によって拷問にかけられ、死亡した。この事件はユダヤ人に多くの注意をもたらすことになり、また、モルデカイ・ベン・ヒレル（en:Mordechai ben Hillel、彼自身1298年に殉教している）の哀歌やモーシェ・ベン・ヤアコブ（Moses ben Jacob）の詩の題材ともなった。